# IPTP Networks
IPTP Networks là một tập đoàn các công ty viễn thông với thương hiệu IPTP LLC (khu vực châu Mỹ), IPTP Limited (khu vực châu Á), Fredonia Trading Limited (Liên minh châu Âu), IPTP Networks (Liên minh châu Âu), IPTP Ltd (Nga). IPTP Networks Company Limited là một văn phòng thuộc IPTP Networks được đặt tại thành phố Hồ Chí Minh, Việt Nam. IPTP Networks là nhà cung cấp dịch vụ Internet cấp 2 toàn cầu (AS41095), công ty tích hợp hệ thống và phát triển phần mềm cung cấp các giải pháp kết nối trên khắp châu Âu, Trung Đông, Nga, châu Á, châu Phi và châu Mỹ. IPTP là 1-Stop-Shop cung cấp thiết kế, phân phối, triển khai và tích hợp các dự án CNTT, cung cấp tư vấn về tất cả các giải pháp và xử lý tất cả các nhà thầu phụ.
Công ty cung cấp một loạt các dịch vụ được quản lý bao gồm Dịch vụ kết nối được quản lý, Dịch vụ truyền thông hợp nhất được quản lý, Dịch vụ bảo mật được quản lý, Dịch vụ truyền thông di động được quản lý, Dịch vụ trung tâm dữ liệu được quản lý. cung cấp giải pháp thiết kế phù hợp, đặc biệt trong: MPLS, Internet, Hosting Riêng, Thuê vị trí, Bảo mật, giảm tấn công DDoS, IP Transit, IX Transit, Cụm máy chủ sẵn sàng cao, Thống nhất giao tiếp thông tin, Thông tin di động, Cloud Riêng và CDN, Hệ thống ERP & CRM.
Ngoài ra, công ty còn cung cấp một loạt các giải pháp trong thiết kế và xây dựng mạng máy tính, VoIP, IPTV và Smart Homes và IPTP Networks cũng hỗ trợ dự án mã nguồn mở LinuxMCE

## Các dịch vụ của IPTP
- Dịch vụ quản lý
- Hosting
- Dịch vụ phát triển phần mềm
- Ethernet Private Line
- Internet
- Giảm tấn công DDos
- Internet transit
- Dịch vụ an ninh mạng (cho viễn thông)
- Colocation

## Các điểm trao đổi Internet toàn cầu
- AMS-IX
- BBIX (Japan Internet Exchange)
- CoreSite Any2 Exchange
- DE-CIX
- DTEL-IX
- Digital Realty Internet Exchange
- Equinix: Ashburn, Chicago, Dallas, Hong Kong, Los Angeles, New York, Paris, Singapore, Tokyo, Zürich
- ESPANIX (Spanish Internet Exchange)
- Hong Kong Internet Exchange
- Japan Network Access Point
- JINX
- LINX
- Milan Internet eXchange
- MSK-IX
- NAP of Africa Internet Exchange
- NAP of the Americas
- Seattle Internet Exchange
- Toronto Internet Exchange

## Vị trí các trung tâm dữ liệu trên toàn cầu
Europe
- The Netherlands
  - Amsterdam
- Phần Lan
  - Helsinki
- UK
  - London
  - Slough
- Pháp
  - Paris
  - Marseille
- Nga
  - Moskva
  - St.Petersburg
  - Novosibirsk
  - Vladivostok
- Ukraine
  - Kiev
- Thụy Sĩ
  - Zurich
- Italy
  - Milan
- Tây Ban Nha
  - Madrid
- Đức
  - Frankfurt

Asia
- Trung Quốc
  - Hong Kong
  - Đài Loan
- Singapore
- Nhật Bản
  - Tokyo
- Ấn Độ
  - Mumbai
- Hàn Quốc
  - Seoul

Americas
- Canada
  - Toronto
- The United States of America
  - Ashburn, VA
  - Atlanta, GA
  - Dallas, TX
  - Denver, CO
  - Chicago, IL
  - Miami, FL
  - New York, NY
  - Los Angeles, CA
  - San Jose, CA
  - Seattle, WA
  - Washington, D.C.
- Brazil
  - Sao Paulo

Africa
- Nam Phi
  - Johannesburg

The Middle East
- Síp
  - Nicosia
  - Limassol
- UAE
  - Dubai
- Turkey
  - Istanbul